# Carteriospongia elegans
Carteriospongia elegans är en svampdjursart som först beskrevs av Lendenfeld 1888.  Carteriospongia elegans ingår i släktet Carteriospongia och familjen Thorectidae. Inga underarter finns listade i Catalogue of Life.